# Rob Thomas
Robert Kelly Thomas, detto Rob (Landstuhl, 14 febbraio 1972), è un cantautore statunitense.
È l'autore e cantante della band rock Matchbox Twenty. Ha anche scritto come solista. Ha vinto tre Grammy Award per aver partecipato col chitarrista Carlos Santana nel brano Smooth dell'album Supernatural del 1999.
Thomas ha scritto anche canzoni per artisti come Tom Petty, Willie Nelson, Mick Jagger, Marc Anthony, Pat Green, Taylor Hicks, Travis Tritt and Daughtry.
Dal 1995, la sua band ha pubblicato una serie di singoli di successo come Push, 3 A.M., Real World, Back 2 Good, Bent, If You're Gone, Mad Season, Disease, Unwell, Bright Lights, How Far We've Come e She's So Mean.

## Biografia
Robert Kelly Thomas è nato a Landstuhl, Germania Ovest nel Landstuhl Regional Medical Center, un ospedale militare, in quanto i genitori servivano nell'esercito degli Stati Uniti. I genitori di Thomas divorziarono quando era molto giovane, a quel punto suo padre si ritirò e si scollegò dalla famiglia. Lui e suo fratello sono stati cresciuti dalla madre a Orlando, Florida e con i nonni a Turbeville, Carolina del Sud. Ha abbandonato la Lake Brantley High School di Altamonte Springs, Florida al dodicesimo grado, all'età di 17. Da allora ha guadagnato il suo GED.
Notando di essere spesso confuso con l'omonimo produttore televisivo, i due hanno deciso di incontrarsi. Al termine di tale colloquio, i due decisero di collaborare nella produzione di una puntata della serie iZombie, dove il produttore diresse l'episodio ed il cantante partecipò alle riprese come guest star.

## Discografia

### Con i Matchbox Twenty
| Anno | Titolo                       | Etichetta |
| ---- | ---------------------------- | --------- |
| 1996 | Yourself or Someone Like You | Warner    |
| 2000 | Mad Season                   | Atlantic  |
| 2002 | More Than You Think You Are  | Atlantic  |
| 2007 | Exile on Mainstream          | Atlantic  |
| 2012 | North                        | Atlantic  |

### Come solista
- 2005 - ...Something to Be
- 2009 - Cradlesong
- 2015 - The Great Unknown
- 2019 - Chip Tooth Smile